# 和式
| ウィキペディアには「和式」という見出しの百科事典記事はありません（タイトルに「和式」を含むページの一覧/「和式」で始まるページの一覧）。 代わりにウィクショナリーのページ「和式」が役に立つかもしれません。 |